# 希爾德里克三世
希爾德里克三世（法語：Childeric III，714年—754年），743年2月15日—751年11月22日在位，法蘭克國王，可能是希爾佩里克二世或提烏德里克四世之子。他是墨洛溫王朝的最後一個國王，被創建加洛林王朝的宫相丕平三世（矮子丕平）所廢，剃髮出家。。

## 生平
達戈貝爾特一世逝世後，是為墨洛溫王朝後期，這段時期大權落入宮相（宫廷宰相）之手，丕平一世及其後人漸漸掌握實權，更以宮相一職世代相傳，法蘭克國王被宮相當作傀儡。自國王提烏德里克四世駕崩後，墨洛溫王朝七年不立新王。
741年，法蘭克公爵兼宮相查理·馬特逝世，由他與第一任妻子所生的兩名兒子卡洛曼及矮子丕平分別成為奧斯特拉西亞及紐斯特里亞宮相之職。不久，二人同父異母之弟格瑞佛與妹夫巴伐利亞公爵奧迪洛公開反對卡洛曼及矮子丕平，並與二人開戰。可能因為此次叛亂，卡洛曼及矮子丕平為了增加自己的合法性，決定重新迎立墨洛溫王朝血脈為法蘭克國王。
743年2月15日，卡洛曼和矮子丕平立希爾德里克三世為國王，不過希爾德里克三世並無實權。希爾德里克三世並沒有參與公務，事務皆由宮相主理，但宮相每年都會令農民駕牛車把希爾德里克三世帶來朝廷，以宮相準備好的答覆，回應外國使節。
747年，卡洛曼隱退進入修道院後，矮子丕平決心自立為王，把希爾德里克三世送到修道院隱居，並得到教宗聖匝加的支持。751年11月22日，希爾德里克三世被廢黜，並由教宗進行剃髮禮，成為修士，不再擁有世俗王族的象徵，教宗以矮子丕平繼位，開始了加洛林王朝。希爾德里克三世及他的兒子提烏德里克被送到聖伯廷大教堂（另一說法是希爾德里克三世被送到聖奧梅爾，而提烏德里克被送到聖旺德里耶）。

## 死亡
754年，希爾德里克在修道院逝世，日期不明，享年40岁。

## 配偶和子嗣
希爾德里克与吉泽尔结婚，生有一子提烏德里克。提乌德里克大概没有后代，这样的话墨洛温王朝就不会再延续下去了。

## 脚注
1. ↑  文献记载他在752年到753年间是一个牧师并被囚禁在Sithiu修道院。
2. ↑  文献似乎没有记载。
3. ↑  Barbara H. Rosenwein, A Short History of the Middle Ages, (University of Toronto : 2009), pg. 84.
4. ↑  Michael Frassetto. . . ABC-CLIO. 1 January 2003: 118–19  [2017-09-09]. ISBN 978-1-57607-263-9. （原始内容存档于2021-01-21）.
5. ↑  Charles Knight, The English Cyclopaedia: Volume IV, (London : 1867); pg. 733.